# Changurro

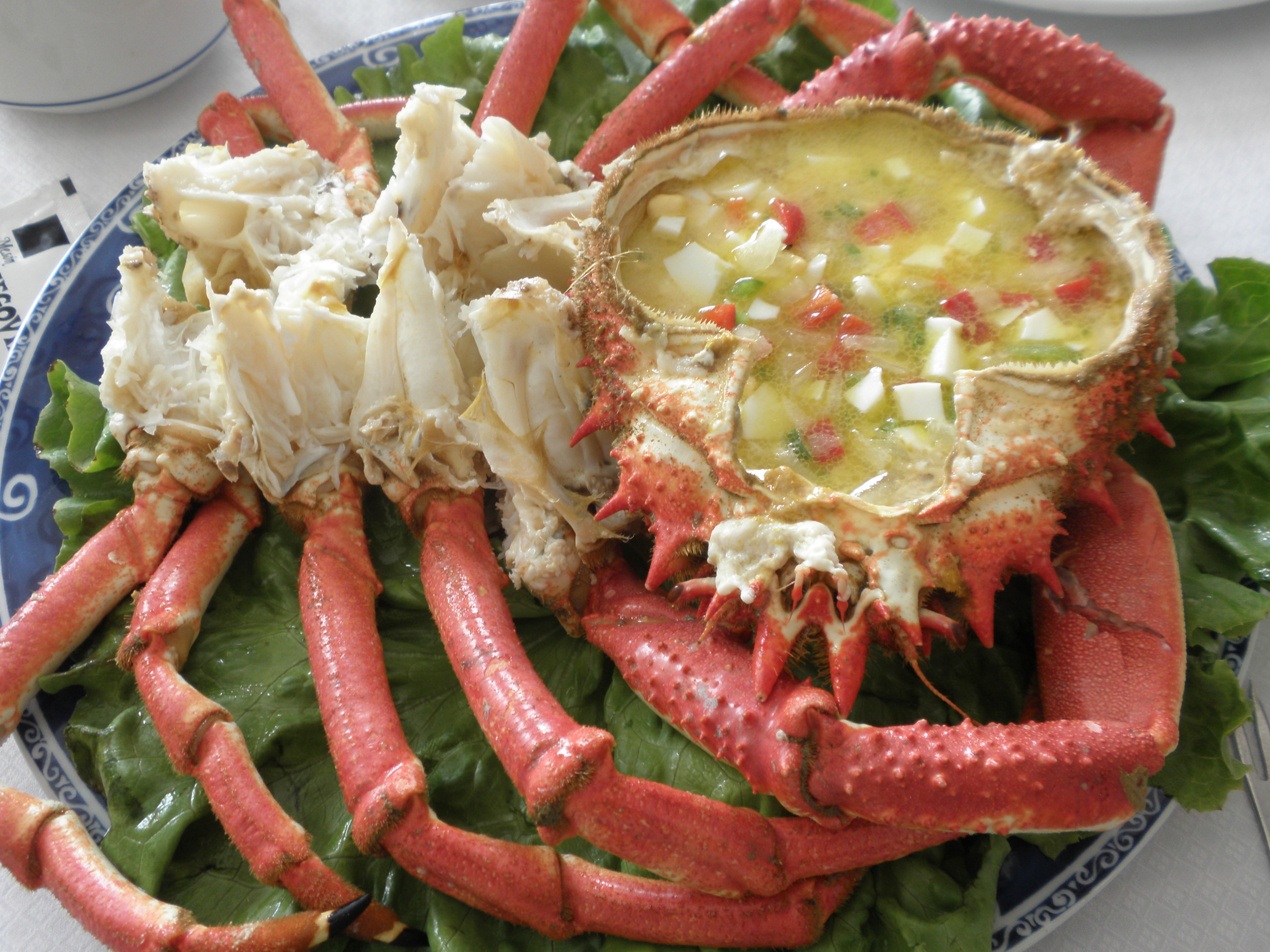
Changurro servido en su propia cáscara.

En el País Vasco y Navarra se llama changurro (del euskera txangurru, ‘Centollo’) al centollo. También hace referencia, tanto en el País Vasco como en el resto de España, a una serie de platos populares de la región hechos a base de carne desmenuzada del centollo.

## Recetas de changurro
Algunos ejemplos son el changurro a la donostiarra o la terrina de changurro, en los que la carne extraída del caparazón tras la cocción se mezcla con ingredientes como cebolla, puerro, tomate y brandy, según las diferentes variantes de recetas.

## Variantes
En el changurro a la donostiarra la mezcla preparada se presenta dentro del caparazón del centollo, y se gratina en el horno.